# Emlyon Business School
Emlyon Business School is een Europese handelshogeschool die over vijf campussen beschikt: in Parijs, Lyon, Saint-Étienne, Casablanca en Shanghai. De school werd gesticht in 1872.

## Geschiedenis
De school werd in 1872 opgericht in Lyon. In 1972 verhuisde ze naar Écully. De naam was lange tijd ESCAE Lyon (École supérieure de commerce et d’administration des entreprises). In 1997, bij de 125e verjaardag van de school, werd de naam gewijzigd in EM Lyon (École de Management de Lyon). De huidige naam dateert van 2005.

## Internationale ranglijst en accreditering
In 2015 plaatste de Financial Times EMLYON als 29e in de rangschikking van European Business Schools. De Executive MBA van EMLYON werd wereldwijd als 91e geklasseerd.
De programma’s van de school zijn geaccrediteerd door de 3 internationale labels die de kwaliteit van de geboden opleidingen garanderen: AMBA, EQUIS, and AACSB.

## Alumni
De school heeft beroemde alumni, zoals:
- Jean-Pascal Tricoire (CEO Schneider Electric)
- Gwendal Peizerat (Frans ijsdanser).